# Taifa Jerez
De Taifa van Jerez was een emiraat (taifa) in de regio Andalusië, in het zuidwesten van Spanje. Het kende een zeer korte onafhankelijke periode in 1145. De stad Jerez de la Frontera (Arabisch: Saris) was de hoofdplaats van de taifa.

## Lijst van emirs
Banu Idris
- Abu al-Qasim Ahyal ibn Idris: 1145 (tevens emir van de Taifa van Arcos van 1143 tot 1145)

Banu Ganiya (of Galbun)
- Abu al-Gammar ibn Azzun ibn Galbun: 1145

Banu Maimun
- Ali ibn Issa ibn Maimun: 1145
- Aan de Almohaden uit Marokko: 1145